# David Reece
David Reece es un vocalista estadounidense de hard rock y heavy metal, conocido mayormente por haber sido cantante de la banda alemana Accept para el álbum Eat the Heat de 1989. Inició su carrera a principios de los años 1980 y desde entonces se mantuvo en la escena musical hasta mediados de los años 1990, cuando se retiró por decisión propia. Ya en los años 2000 retornó a la industria musical con su carrera como solista y con la banda Bangalore Choir, que había formado en 1991. Luego de una serie de colaboraciones y permanencias en varias agrupaciones, actualmente está enfocado en su carrera como solista y en Bangalore Choir, como también en EZ Livin', de la cual es vocalista desde 2013.

## Carrera
Nació y se crio en el estado de Oklahoma, pero inició su carrera musical a principios de los años 1980 en Minnesota en la banda Dare Force, que en 1985 debutaron con Makin' Our Own Rules. Al año siguiente fue parte de los californianos Sacred Child, pero fue reemplazado por Astrid Young en 1987 justo antes de la grabación de su primer álbum. Tras ello, ingresó a la banda alemana Accept para reemplazar al vocalista Udo Dirkschneider, con los cuales grabó el disco Eat the Heat de 1989. El álbum recibió una serie de reseñas negativas, en las que se criticó el cambio de sonido de la agrupación y la diferencia en el registro de voz de Reece y Dirkschneider. La mala recepción del álbum y la pésima relación entre Wolf Hoffmann y Reece fueron las principales causas de la cancelación de una gira con W.A.S.P. y Metal Church, que posteriormente derivó en la separación definitiva de la banda en 1989.
En 1991 formó Bangalore Choir, con la que lanzó el disco On Target en 1992, pero al poco tiempo disolvió la agrupación para ser parte de Sircle of Silence (1993-1994) y en 1995 participó como vocalista en el álbum Take It Or Leave It de Stream. Tras ello, en la segunda parte de la década de 1990 se alejó de la escena musical cuya etapa de inactividad duró hasta principios del decenio posterior.
En la segunda parte de los años 2000 retornó a la industria musical con creces. En primer lugar se unió a los suecos Gypsy Rose, con los que hasta el momento ha grabado dos álbumes de estudio, y en 2009 comenzó una carrera como solista, presentándose simplemente como Reece. Además, reformó Bangalore Choir en 2010, fue parte de Malice (2012-2015) y de la banda alemana PowerWorld (2012-2013) Entre enero de 2015 y julio de 2016 fue cantante de Bonfire, en la que grabó los álbumes Glorius de 2015 y Pearls de 2016. Actualmente está enfocado en su carrera como solista y en Bangalore Choir, como también sigue siendo miembro de EZ Livin' desde 2013.

## Discografía
| Álbumes de estudio - 1985: Dare Force - Makin' Our Own Rules - 1989: Accept - Eat the Heat - 1993: Sircle of Silence - Sircle of Silence - 1994: Sircle of Silence - Suicide Candyman - 1995: Stream - Take It Or Leave It - 2008: Gypsy Rose - Another World - 2012: Tango Down - Identity crisis - 2014: Tango Down - Charming Evil - 2014: EZ Livin' - Firestorm - 2015: Bonfire - Glorious - 2016: Bonfire - Pearls - 2017: Sainted Sinners - Sainted Sinners - 2018: Sainted Sinners - Back With A Vengeance con Bangalore Choir - 1992: On Target - 2010: Cadence - 2011: All or Nothing - Live at Firefest - 2012: Metaphor | Carrera solista - 2009: Universal Language - 2011: Solid - 2013: Compromise - 2016: Reece Milestones (Compilation) - 2018: Resilient Heart - 2021: Blacklist Utopia Colaboraciones - 1995: Alex De Rosso - Alex De Rosso - 2005: Stream - Chasin' the Dragon - 2012: C.T.P - The Higher They Climb - 2013: Dragonsclaw - Watching My Every Move - 2014: Wicked Sensation - Adrenaline Rush - 2015: Wolfpakk - Rise of the Animal - 2021: Stephan Georg - The Fire Still Burns - 2021: Wicked Sensation - Outbreak |